# 平成11年度全国高等学校総合体育大会
平成11年度全国高等学校総合体育大会（へいせい11ねんどぜんこくこうとうがっこうそうごうたいいくたいかい）は、1999年（平成11年）8月1日から20日まで岩手県で開催された全国高等学校総合体育大会である。

## 概要
- 愛称 - ’99岩手総体
- スローガン - 「飛びたとう 岩手の空に夢はせて」
- 総合開会式 - 1999年8月1日、北上総合運動公園陸上競技場
- 開催地 - 岩手県
- 主催 - 全国高等学校体育連盟、岩手県、岩手県教育委員会、関係競技種目別全国統轄団体、岩手県会場地市町村、会場地市町村教育委員会
- 後援 - 文部省、日本体育協会、日本放送協会（NHK）、岩手県体育協会、会場地市町村体育協会
- 主管 - 全国高等学校体育連盟競技種目別専門部、岩手県高等学校体育連盟、岩手県関係競技種目別団体
- 延べ参加者等数 - 約66,500人
- 開催競技種目 - 28競技（男子27競技、女子22競技）